# Ямакаси
Если вы искали статью о фильме, см. «Ямакаси: Новые самураи».
Ямакаси (лингала Ya makási) — французская команда, практиковавшая паркур.

## Этимология
Слово Ямакаси было позаимствовано из языка лингала. Ya makási переводится как «сильное тело», «сильный дух», «сильный мужчина» или даже «выносливость».

## Участники команды
Сын пожарного-спасателя Давид Белль с детства старался подражать своему отцу: занимался гимнастикой, лёгкой атлетикой, боевыми дисциплинами.
В возрасте 15 лет он бросил школу, чтобы посвятить себя спорту, и переехал в городок Лисс под Парижем, где совместно с Себастьеном Фуканом основал команду паркура под названием «Ямакаси» в 1987 году.
В её состав входили:
- Давид Белль (David Belle)
- Себастьен Фукан (Sébastien Foucan)
- Ян Нотра́ (Yann Hnautra)
- Шарль Перьер (Charles Perrière)
- Малик Диуф (Malik Diouf)
- Лоран Пьемонтези (Laurent Piemontesi)
- Гилен Нгуба-Бойеке (Guylain N’Guba-Boyeke)
- Шау Бель Динь (Châu Belle Dinh)
- Уильям Белль (William Belle)

В данном составе команда существовала несколько лет. В 1990-х годах видеозаписи трюков группы приобрели широкую популярность, последовали многочисленные коммерческие предложения; Белль и Фукан ушли из-за разногласий в связи с участием команды в мюзикле Нотр Дам Де Пари.
Команда «Ямакаси» прекратила своё существование из-за разных взглядов участников на коммерциализацию своей деятельности.

## Majestic Force
Бывшие участники команды Ямакаси создали новый проект Majestic Force.
Участники команды Majestic Force:
- Ян Нотра́ (Yann Hnautra)
- Лоран Пьемонтези (Laurent Piemontesi)
- Шау Бель Дин (Châu Belle Dinh)
- Уильям Белль (William Belle)

## Фильмы
Члены команды Ямакаси, без участия Давида Белля и Себастьена Фукана, стали героями художественных фильмов, в которых был впервые показан паркур: «Ямакаси: Новые самураи» и «Ямакаси 2. Дети ветра».
Белль снялся в фильмах «13-й район», «13-й район: Ультиматум» и 13-й район: Кирпичные особняки.